# Diversivalva
Diversivalva là một chi bướm đêm thuộc họ Cosmopterigidae.